# Weohstan

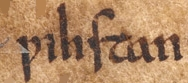
Insripcíón del nombre Wihstan.

Weohstan, Wēohstān o Wīhstān (protonórdico: *Wīhastainaz, que significa "piedra sagrada"; nórdico antiguo Vésteinn y Wǣstēn) es un personaje semi-legendario, un guerrero vikingo que aparece en el poema épico anglosajón Beowulf y, según algunos historiadores, también en el escandinavo Kálfsvísa.
En ambos poemas, Beowulf y Kálfsvísa, Weohstan (Vésteinn) lucha al lado de su rey Onela (Áli) contra Eadgils (Aðils). 

## Beowulf
Según la versión de la historia que puede leerse en la obra Beowulf, Weohstan es padre de Wiglaf, pertenecía al clan familiar de los Waegmunding. Ecgþeow, padre de Beowulf, también pertenecía al mismo clan, por lo que ambos personajes están vinculados en algún grado de parentesco.
Parece que Weohstan había muerto de edad avanzada antes de la acción descrita en la última parte del poema. Weohstan aparece en la línea 2602 de Beowulf, y mantuvo derechos y propiedades en bien comunal en Geatland, que Beowulf le había otorgado.
Cuando el príncipe Scylfing, Eanmund se rebeló contra su tío Onela, rey de los suiones (suecos), Weohstan luchó en el lado de Onela y mató al príncipe fugitivo Eanmund en el campo de batalla; Onela le recompensó con la espada y armadura de Eanmund, que en su vejez los cedió a su hijo Wiglaf. En aquel tiempo Weohstan y Wiglaf «vivieron entre los gautas». Su nombre aparece en varias secciones donde se menciona a Wiglaf como «hijo de Weohstan».
El filólogo alemán especializado en inglés antiguo e inglés medio Frederick Klaeber (1863 - 1954) considera que Onela no buscaba saldar una deuda de sangre con Weohstan: cuando murió Onela y se convirtió en rey de los suiones el hermano de Eanmund, Eadgils, Weohstan creyó más prudente abandonar el servicio a los Scylfing, y por eso se fue a vivir entre los gautas.

## Kálfsvísa
En Skáldskaparmál de Snorri Sturluson, aparece un poema llamado Kálfsvísa, donde aparece el nombre de Weohstan en nórdico antiguo, Vésteinn; también aparece junto a su rey Onela (Áli) y enemigo Eadgils (Aðils) y el poema se centra en la batalla en el lago helado de Vänern, tras la cual Klaeber sugiere que el exilio de Weohstan tiene lugar.
Aparentemente, la sección del poema menciona a Weohstan y sus guerreros cabalgando juntos con el rey Onela sobre el hielo, donde se enfrentaron a Eadgils. Lamentablemente, el escaldo autor de Kálfsvísa plantea la cita como si el lector conociese la historia o fuese familiar con sus personajes, por lo que no ofrece mucha más información. De todas formas, en todas las fuentes Eadgils gana la batalla.